# Kenichi Ego
Kenichi Ego (江後 賢一 Ego Kenichi?, nacido el 7 de junio de 1979 en Hyogo) es un exfutbolista japonés. Jugaba de centrocampista y su último club fue el Ehime FC de Japón.

## Trayectoria

### Clubes
| Club           | País  | Año         |
| -------------- | ----- | ----------- |
| Ventforet Kofu | Japón | 2002        |
| SC Tottori     | Japón | 2003 - 2005 |
| Ehime FC       | Japón | 2006 - 2010 |